# Мензенкампф, Готгардт Богданович
Готгардт Богданович фон Мензенкампф (1806 — 1878) — русский генерал-лейтенант, участник войн на Кавказе.

## Биография
Родился в 1806 году, образование получил в частном учебном заведении.
В 1822 году вступил на военную службу подпрапорщиком в 1-й морской полк. В 1825 году был уволен от службы, однако в следующем году был зачислен юнкером в Белгородский уланский полк.
С 1827 года находился на Кавказе, принимал участие в русско-персидской войне 1826—1828 годов и 2 октября 1827 года за отличие был произведён в корнеты. Вслед за тем Мензенкампф сражался с турками в Закавказье, за отличие получил чин поручика. По окончании военных действий он ещё некоторое время находился на Кавказе и был в экспедициях против горцев. За отличия получил ордена св. Анны 4-й степени и св. Анны 3-й степени с бантом.
В 1830 году переведён в кавалерию в Центральной России и в 1831 году находился в делах против восставших поляков. В 1836 году произведён в штабс-ротмистры и зачислен в лейб-гвардии Уланский Его Величества полк. В 1846 году получил чин полковника. С 1851 года командовал Елисаветградским гусарским полком. 26 ноября 1850 года за беспорочную выслугу 25 лет в офицерских чинах награждён орденом св. Георгия 4-й степени (№ 8364 по кавалерскому списку Григоровича — Степанова).
Произведённый в 1855 году в генерал-майоры Мензенкампф в связи с тяжёлой болезнью вышел в отставку. В 1864 году определён на службу с зачислением по армейской кавалерии и в запасные войска (старшинство в чине генерал-майора установлено с 6 января 1862 года).
С 1868 года до конца жизни состоял презусом военно-судной комиссии при Варшавском комендантском управлении. 30 августа 1876 года произведён в генерал-лейтенанты. Умер 17 июня 1878 года.
Его братья:
- Александр (1795—1873) — действительный статский советник
- Николай — офицер, сотрудник «Военного сборника».

Был женат на Елизавете Александровне Литвиновой (её сестра Софья, по мужу Бутакова — родная бабушка великого русского композитора Сергея Рахманинова). Сын Михаил Готгардович фон Мензенкампф — в конце XIX века член Петербургского окружного суда по г. Кронштадту, статский советник. Внук Николай Михайлович фон Мензенкампф — видный русский юрист, а также известный советский композитор, прославился под псевдонимом «Николай Стрельников».

## Награды
Мензенкампф имел знак отличия за 15 лет беспорочной службы (1876 год) и был награждён многими орденами, в их числе:
- Орден Святой Анны 4-й степени с надписью "за храбрость" (1830 год)
- Орден Святой Анны 3-й степени с бантом (1830 год)
- Орден Святого Станислава 2-й степени (1843 год)
- Орден Святой Анны 2-й степени (1845 год; Императорская корона к этому ордену пожалована в 1849 году)
- Орден Святого Георгия 4-й степени (26 ноября 1850 года)
- Орден Святого Владимира 3-й степени (1852 год)
- Орден Святого Станислава 1-й степени (1865 год)
- Орден Святой Анны 1-й степени (1871 год)

Иностранные:
- Австрийский орден Железной короны 2-й степени (1853 год)
- Прусский орден Красного орла 3-й степени (1853 год)